# Cava de’ Tirreni
Cava de’ Tirreni – miasto i gmina we Włoszech, w regionie Kampania, w prowincji Salerno.

## Geografia
Według danych na rok 2004 gminę zamieszkuje 52 418 osób, 1456,1 os./km².

## Galeria

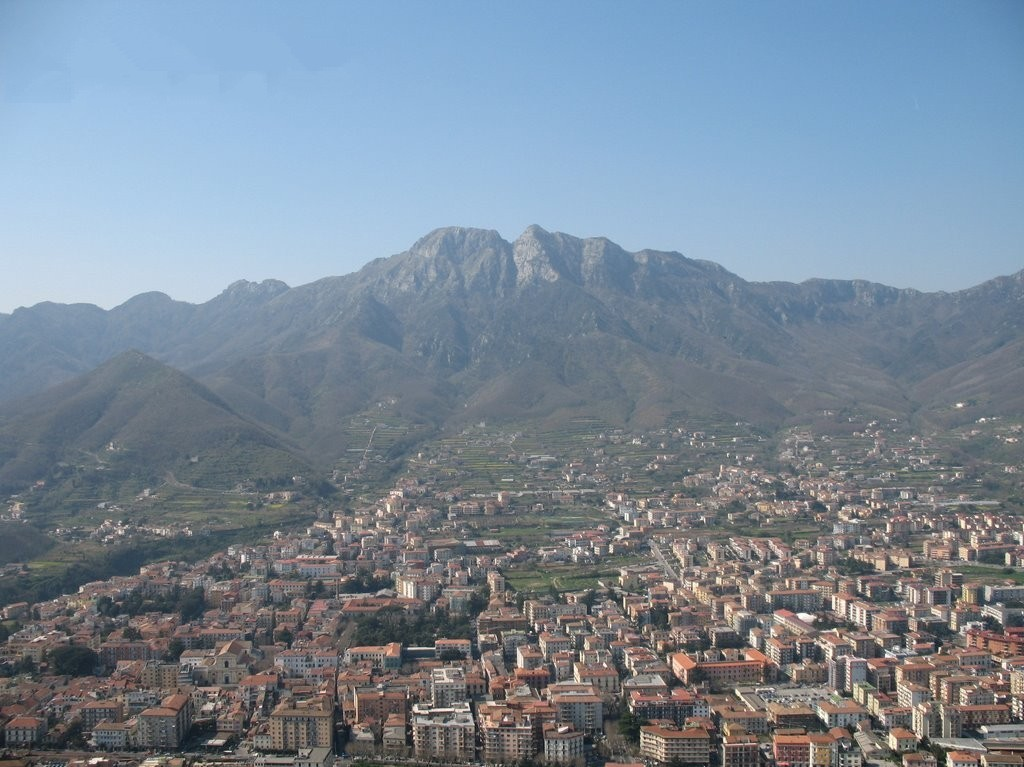
Panorama
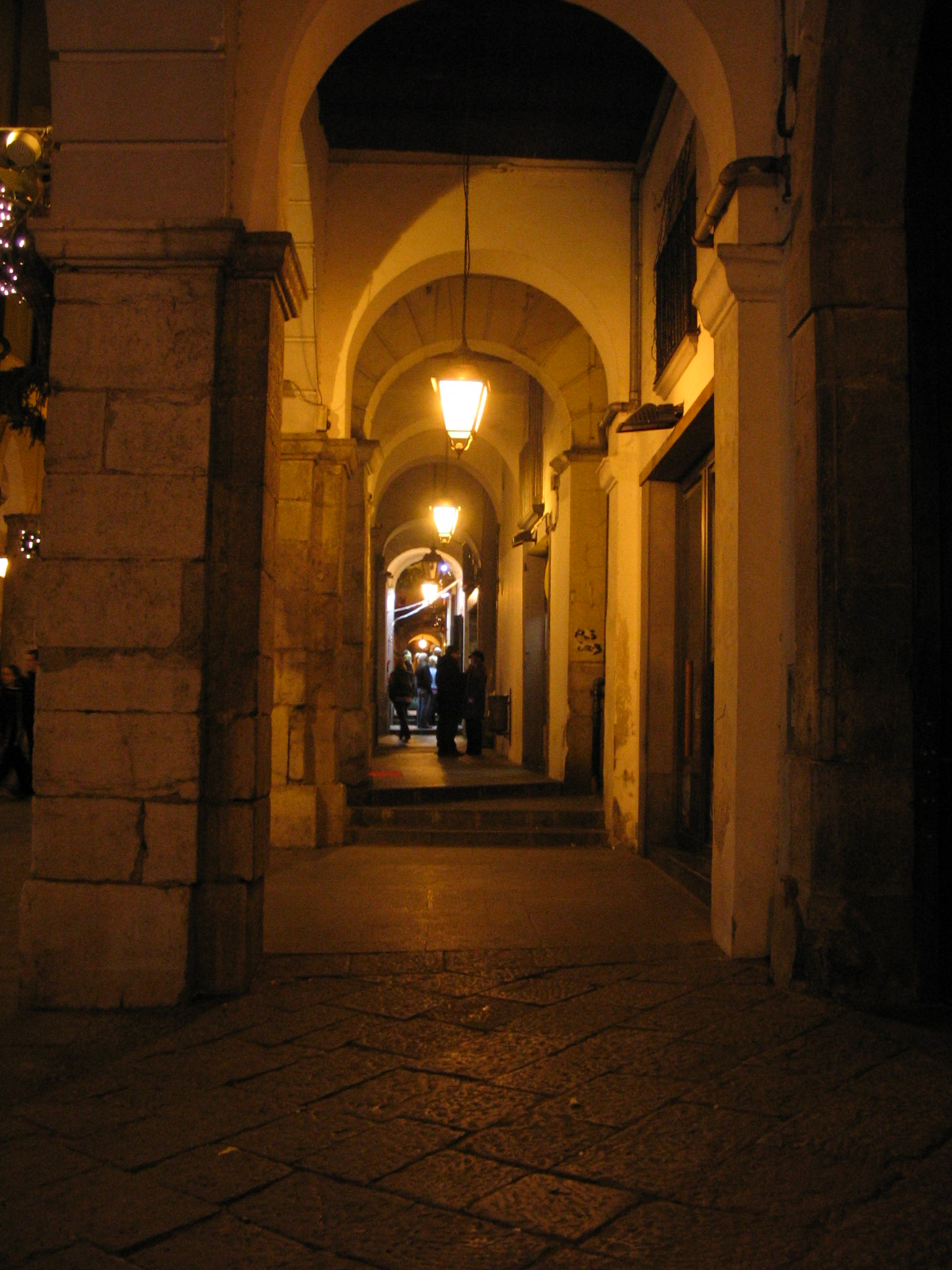
Stare Miasto „Borgo Scacciaventi"
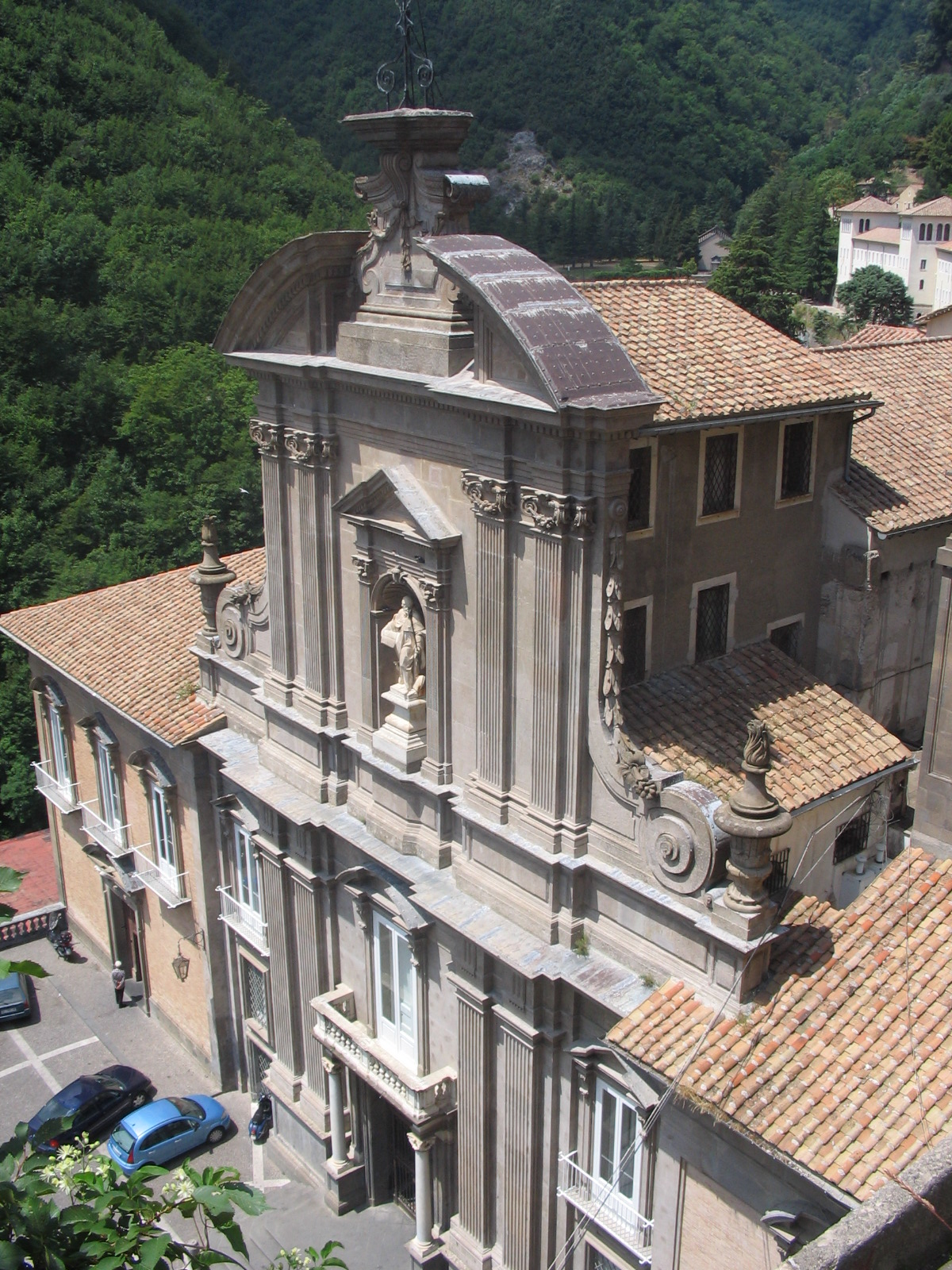
Opactwo w Cavy

## Sport
W Cava de’ Tirreni mieści się miejscowy klub piłkarski S.S Cavese 1919, występujący obecnie w Serie C2.

## Miasta partnerskie
- Kowno – Litwa
- Gorzów Wielkopolski – Polska
- Pittsfield – Stany Zjednoczone
- Schwerte - Niemcy